# Miconia rhonhofiae
Miconia rhonhofiae är en tvåhjärtbladig växtart som beskrevs av Markgr.. Miconia rhonhofiae ingår i släktet Miconia och familjen Melastomataceae. Inga underarter finns listade i Catalogue of Life.